# Abacillodes
Abacillodes là một chi bọ cánh cứng thuộc họ Carabidae, gồm có các loài sau:
- Abacillodes jocquei Straneo, 1988
- Abacillodes malawianus Straneo, 1988